# Estação Ciudad Universitaria (Metro de Madrid)

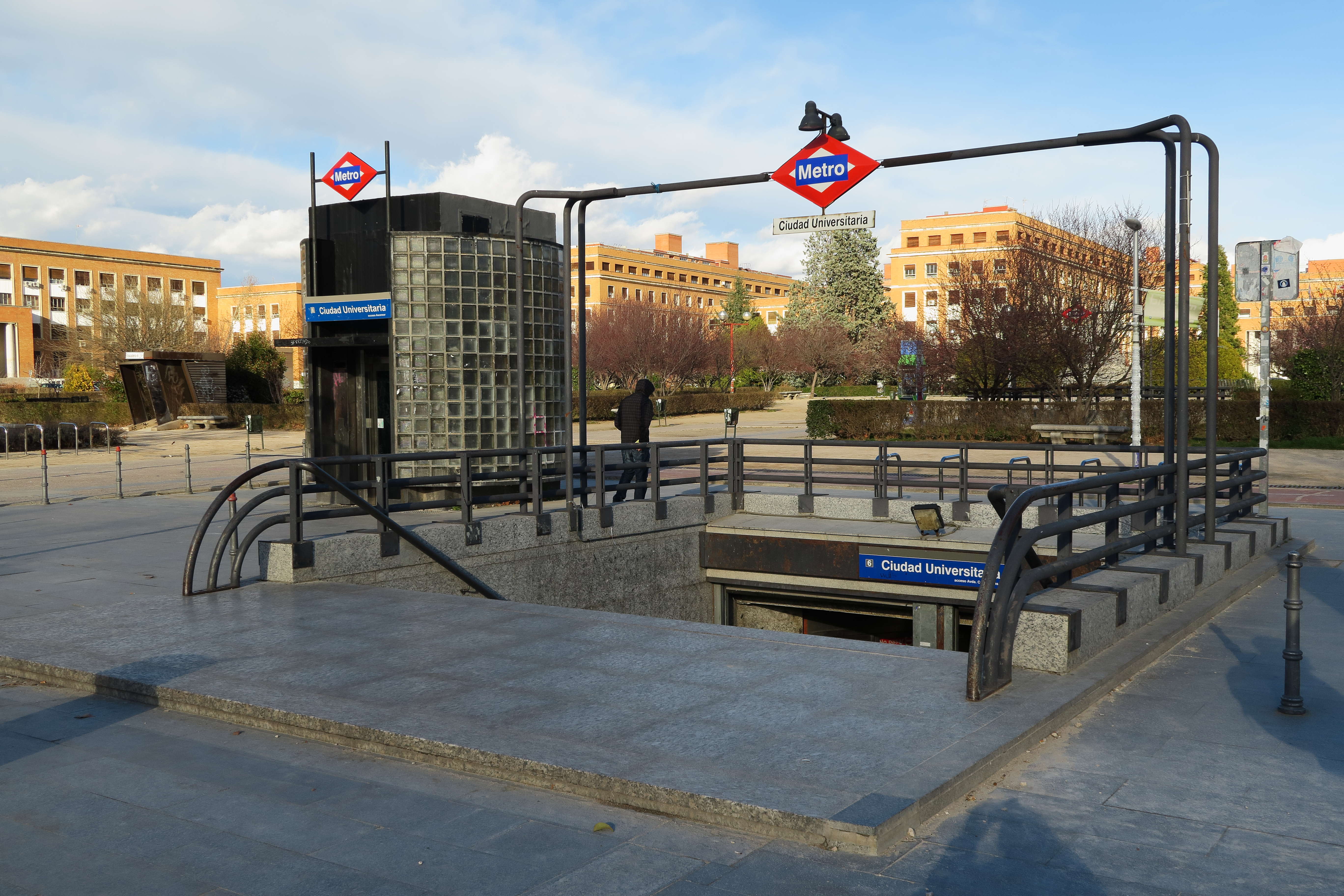
Acesso a estação

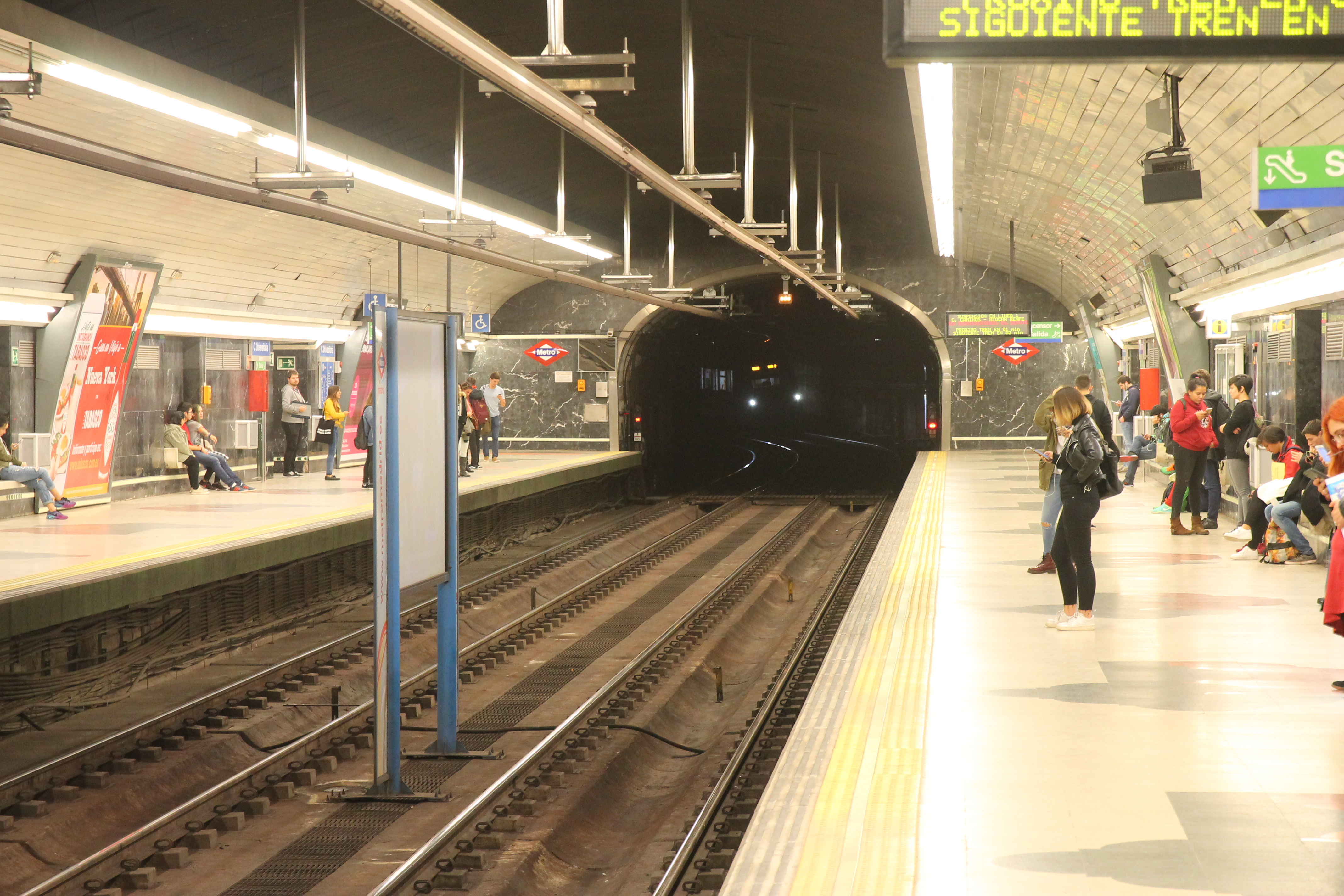
Plataforma de embarque

Ciudad Universitaria é uma estação da Linha 6 do Metro de Madrid.  Está situada na Avenida Complutense, na Cidade Universitária de Madrid. 

## História
Foi inaugurada em 13 de janeiro de 1987. Entre 1994 e 1995, a estação foi remodelada quando a Linha 6 passou por reformas para ser transformada em uma linha circular.